# 日本医学会
日本医学会（にほんいがっかい、英；the Japanese Association of Medical Sciences）は、医学系の学会の統合学術団体。
公益社団法人日本医師会の下に設置するとされているがほぼ別組織である。

## 変遷
源流
1890年（明治23年） 4月、高橋順太郎らにより、1週間にわたり第1回日本医学会が開催。50数名の医学者が招聘され、薬物学分野から猪子吉人が「菌類中毒説」を、また高橋順太郎が「薬物学研究ノ方針」を講演。1893年（明治26年）に第2回日本医学会が開催。
創立
1902年（明治35年）の3回目は、16分科に約1700名が参加して開催され名称が「日本聯合醫學會」（1回目）となった。1906年に第2回が開催されたが、 1910年（明治43年）大阪の第3回学会から連合形式を止め「日本醫學會」に戻り、以後、終戦直後を除いて4年毎に開催されている。
1926年の第7回学会から薬理学が独立の分科会（第4部）となり、翌年に日本薬理学会が発足した（初代会長は林春雄）。
1947年（昭和22年）の新生日本医師会設立時の日本医師会定款にて法人上は日本医師会下に設置とされた経緯がある。
ただその後「日本医学会」として独立した法人格の取得を目指し、公益社団法人日本医師会での定款に「日本医学会」の名称登記がなされていることから名称が使用できないため、2014年4月に日本医学会の法人格として一般社団法人日本医学会連合が設立されている。
「医学に関する科学および技術の研究促進を図り、医学および医療の水準の向上に寄与する」ことを目的とし、総会やシンポジウムの開催等を行っている。

## 構成

### 役員
- 会長

1. 田宮猛雄（1948年4月1日 - 1963年7月11日）
2. 小林芳人（1964年4月1日 - 1976年3月31日）
3. 熊谷洋（1976年4月1日 - 1984年3月31日）
4. 太田邦夫（1984年4月1日 - 1992年3月31日）
5. 森亘（1992年4月1日 - 2004年3月31日）
6. 高久史麿（2004年4月1日 - 2017年6月15日）
7. 門田守人（2017年6月16日 - 2023年9月7日）
8. 門脇孝（2023年11月10日 - ）

- 副会長

基礎系・社会系・臨床（内科系）・臨床（外科系）
- 幹事

- 評議員

各分科学会より選出

### 会議
- 評議員会

最高決定機関：役員と各評議員の他に日本医師会会長と他幹事も定例出席の慣例がある。
- 総会
- 幹事会

## 分科会
（加盟している学会）
1. 日本医史学会
2. 日本解剖学会
3. 日本生理学会
4. 日本生化学会
5. 日本薬理学会
6. 日本病理学会
7. 日本癌学会
8. 日本血液学会
9. 日本細菌学会
10. 日本寄生虫学会
11. 日本法医学会
12. 日本衛生学会
13. 日本健康学会
14. 日本栄養・食糧学会
15. 日本温泉気候物理医学会
16. 日本内分泌学会
17. 日本内科学会
18. 日本小児科学会
19. 日本感染症学会
20. 日本結核病学会
21. 日本消化器病学会
22. 日本循環器学会
23. 日本精神神経学会
24. 日本外科学会
25. 日本整形外科学会
26. 日本産科婦人科学会
27. 日本眼科学会
28. 日本耳鼻咽喉科学会
29. 日本皮膚科学会
30. 日本泌尿器科学会
31. 日本口腔科学会
32. 日本医学放射線学会
33. 日本保険医学会
34. 日本医療機器学会
35. 日本ハンセン病学会
36. 日本公衆衛生学会
37. 日本衛生動物学会
38. 日本交通医学会
39. 日本体力医学会
40. 日本産業衛生学会
41. 日本気管食道科学会
42. 日本アレルギー学会
43. 日本化学療法学会
44. 日本ウイルス学会
45. 日本麻酔科学会
46. 日本胸部外科学会
47. 日本脳神経外科学会
48. 日本輸血・細胞治療学会
49. 日本医真菌学会
50. 日本農村医学会
51. 日本糖尿病学会
52. 日本矯正医学会
53. 日本神経学会
54. 日本老年医学会
55. 日本人類遺伝学会
56. 日本リハビリテーション医学会
57. 日本呼吸器学会
58. 日本腎臓学会
59. 日本リウマチ学会
60. 日本生体医工学会
61. 日本先天異常学会
62. 日本肝臓学会
63. 日本形成外科学会
64. 日本熱帯医学会
65. 日本小児外科学会
66. 日本脈管学会
67. 日本周産期・新生児医学会
68. 日本人工臓器学会
69. 日本免疫学会
70. 日本消化器外科学会
71. 日本臨床検査医学会
72. 日本核医学会
73. 日本生殖医学会
74. 日本救急医学会
75. 日本心身医学会
76. 日本医療・病院管理学会
77. 日本消化器内視鏡学会
78. 日本癌治療学会
79. 日本移植学会
80. 日本職業・災害医学会
81. 日本心臓血管外科学会
82. 日本リンパ網内系学会
83. 日本自律神経学会
84. 日本大腸肛門病学会
85. 日本超音波医学会
86. 日本動脈硬化学会
87. 日本東洋医学会
88. 日本小児神経学会
89. 日本呼吸器外科学会
90. 日本医学教育学会
91. 日本医療情報学会
92. 日本疫学会
93. 日本集中治療医学会
94. 日本平滑筋学会
95. 日本臨床薬理学会
96. 日本神経病理学会
97. 日本脳卒中学会
98. 日本高血圧学会
99. 日本臨床細胞学会
100. 日本透析医学会
101. 日本内視鏡外科学会
102. 日本乳癌学会
103. 日本肥満学会
104. 日本血栓止血学会
105. 日本血管外科学会
106. 日本レーザー医学会
107. 日本臨床腫瘍学会
108. 日本呼吸器内視鏡学会
109. 日本プライマリ・ケア連合学会
110. 日本手外科学会
111. 日本脊椎脊髄病学会
112. 日本緩和医療学会
113. 日本放射線腫瘍学会
114. 日本臨床スポーツ医学会
115. 日本熱傷学会
116. 日本小児循環器学会
117. 日本睡眠学会
118. 日本磁気共鳴医学会
119. 日本肺癌学会
120. 日本胃癌学会
121. 日本造血細胞移植学会
122. 日本ペインクリニック学会
123. 日本病態栄養学会
124. 日本認知症学会
125. 日本災害医学会
126. 日本小児血液・がん学会
127. 日本老年精神医学会
128. 日本静脈経腸栄養学会
129. 日本再生医療学会
130. 日本脳神経血管内治療学会
131. 日本骨粗鬆症学会
132. 日本アフェレシス学会
133. 日本女性医学学会
134. 日本てんかん学会
135. 日本インターベンショナルラジオロジー学会
136. 日本内分泌外科学会

## 日本医学会医学用語辞典
2007年、医学用語辞典英和第3版が出版されると同時に、インターネット上でこの英和版の内容を検索することのできるサービスが開始された。 のちに英和と和英を併せて同義語を含んだ日本語と英語の対応付けが行われ、2014年4月からは医学用語辞典Web版として一般公開され、現在に至っている。一般公開されており、電子メールをIDとしてユーザー登録することで利用できる。